# Чаша
Чаша је предмет ваљкастог облика, који се користи за испијање различитих течности.
Чаше су најчешће запремине два децилитра, али постоје и у другим величинама. Израђују се од стакла, пластике, керамике, дрвета и др.

## Врсте чаша
- Чаше за воду
- Чашице за аперитиве
- Чаше за пиво - кригле и чаше већих запремина
- Чаше за вино
- Чаше за шампањац
- Лабораторијске чаше
- Чаше за коктеле
- Пехари

## Галерија
- Чаше за ракију
- Чаша за вино
- Чаша за пиво - кригла
- Пехар из 12. века
- Класична совјетска чаша произведена 1943.
- Чаша из Tаковског дворца, стакло, злато, ливење, пескарење, висина 10,5 цм, пречник 5,8 цм, крај 19. века
- Чаше пластичне